# Heribert Franz Köck
Heribert Franz Köck (in nicht-deutschsprachigen Publikationen auch: Koeck) (* 7. Februar 1941 in Wien) ist ein österreichischer Völkerrechtler, Europarechtler und Rechtsphilosoph. Er gehört in Österreich zum Kreis jener katholischen Laien, die sich für eine Reform der Katholischen Kirche im Geiste des Zweiten Vatikanischen Konzils einsetzen.

## Leben

### Ausbildung und akademische Laufbahn
Heribert Franz Köck wuchs im XII. Wiener Gemeindebezirk (Meidling) auf, wo er im Gymnasium Rosasgasse 1959 maturierte. Ab 1959 studierte er an der Rechts- und Staatswissenschaftlichen Fakultät der Universität Wien Rechtswissenschaften. Nach dem Abschluss mit dem Absolutorium (Magisterium) promovierte er 1964 an der Universität Wien zum Doctor iuris. 1966 besuchte er die Academy of American and International Law der Southern Methodist University (SMU) in Dallas, USA, und absolvierte 1969/70 an der University of Michigan einen Studien- und Forschungsaufenthalt, wo er den akademischen Grad eines Master of Comparative Law (M.C.L.) erwarb. Nach der Absolvierung der Gerichtspraxis 1964/65 wurde Köck 1965 zum Universitätsassistenten am Institut für Völkerrecht und Internationale Beziehungen und an der Lehrkanzel für Rechtsphilosophie der Universität Wien ernannt und war Stephan Verosta zugeteilt.
Köck war seit dem Wintersemester 1966/67 Lehrbeauftragter für Rechtsphilosophie an der Rechts- und Staatswissenschaftlichen Fakultät der Universität Wien und seit dem Sommersemester 1967 auch Lehrbeauftragter für Völkerrecht. 1969 wurde er zum Mitglied der staatswissenschaftlichen Staatsprüfungskommission an der Universität Wien für das Fach Völkerrecht bestellt. Im Wintersemester 1974/75 erwarb Köck die Lehrbefugnis (venia docendi) für das Fach Völkerrecht an der Universität Wien. 1979 verlieh ihm Bundespräsident Rudolf Kirchschläger den Berufstitel Außerordentlicher Universitätsprofessor. Damals erschien auch mit Allgemeines Völkerrecht. Ein Grundriss das erste Buch einer dreibändigen, zusammen mit seinem Wiener Kollegen Peter Fischer verfassten Lehrbuchreihe. Von 1978 bis 1981 unterrichtete er auch an der Wiener Diplomatischen Akademie.
1981 wurde Köck zum Ordentlichen Universitätsprofessor für Völkerrecht an der Johannes Kepler Universität Linz ernannt. Ab dem Sommersemester 1982 war Köck auch mit der Versehung des Faches Rechtsphilosophie in Lehre und Prüfung an der Universität Linz betraut. Er vertrat überdies das damals in Österreich noch nicht selbstständige Fach Europarecht. Köck war ab 1986 Vorstand des Instituts für Völkerrecht und Internationale Beziehungen, später auch des Instituts für Europarecht. In jenen Jahren publizierte Köck zusammen mit Peter Fischer die weiteren Lehrbücher „Das Recht der Internationalen Organisationen“ und „Europarecht“.
1987 wurde Köck zum ersten Mal, 1989 zum zweiten Mal zum Dekan der Rechtswissenschaftlichen Fakultät der Johannes Kepler Universität Linz gewählt. 1991 verzichtete er auf eine nochmalige Kandidatur, um sich der Überarbeitung seines Lehrbuchs zum Europarecht widmen zu können, das 1993 erschien. Im selben Jahr wurde er wieder zum Dekan der Rechtswissenschaftlichen Fakultät gewählt und hatte dieses Amt bis zu seiner Emeritierung 2009 inne.
In der Folge brachte er gemeinsam mit Peter Fischer weitere Auflagen der genannten Lehrbücher heraus.

### Wissenschaftliche Positionen
Köck zählt zusammen mit Stephan Verosta, Ignaz Seidl-Hohenveldern, Karl Zemanek, Herbert Schambeck und Peter Fischer zu den Vertretern der von Alfred Verdross begründeten naturrechtlichen Wiener Schule des Völkerrechts und der Rechtsphilosophie. In seinem 1998 erschienenen Buch „Recht in der pluralistischen Gesellschaft. Grundkurs über zentrale Fragen zu Recht und Staat“ beschäftigt er sich mit dem Themenkomplex Staat bzw. Staatengemeinschaft, Recht und Gemeinwohl.
Die Europäische Union sieht Köck nicht bloß als eine nützliche Wirtschafts- und Währungs-, auch nicht allein als eine Rechts- und Wertegemeinschaft, sondern vor allem als eine Friedens- und Solidargemeinschaft; sie stellt für ihn die unter den Bedingungen der Globalisierung notwendige Stufe einer Entwicklung dar, mit welcher der nationalstaatliche Egoismus überwunden und ein Zwischenschritt in Richtung Verwirklichung des bonum commune humanitatis getan wird.

### Sonstige wissenschaftliche Tätigkeit
Ab den späten 1980er Jahren lehrte Köck an der Wissenschaftlichen Landesakademie für Niederösterreich und an der in der Folge gegründeten Donau-Universität Krems, an der er auch einige Jahre Mitglied des Universitätsrates war. Er hielt Gastvorlesungen im europäischen und außereuropäischen Ausland. Seit seiner Emeritierung 2009 ist er Sonderbeauftragter der Johannes Kepler Universität Linz für Ost- und Südost-Europa mit Kontakten zu Universitäten in den dortigen neuen Mitgliedstaaten der Europäischen Union und in der Ukraine. Er pflegt auch Beziehungen zu Universitäten in den anderen Mitgliedstaaten der Union, insbesondere in Spanien.
Köck gehört mehreren in- und ausländischen Akademien der Wissenschaften an. Von 2006 bis 2008 war er Präsident der Fédération Internationale pour le Droit Européen (FIDE); unter seinem Vorsitz fand 2008 der XXIII. FIDE-Kongress in Linz statt. Er ist Präsident der Österreichisch-Deutschen Kulturgesellschaft und Ehrenpräsident der Österreichischen Gesellschaft für Europarecht.

### Kirchliches Engagement
Köck, der sich mit einer umfassenden Studie betreffend „Die völkerrechtliche Stellung des Heiligen Stuhls. Dargestellt an seinen Beziehungen zu Staaten und internationalen Organisationen“, Berlin 1975, habilitiert hat, war ab 1971 ehrenamtlicher Mitarbeiter der Ständigen Vertreter des Heiligen Stuhls bei den internationalen Organisationen in Wien und ab 1981 auch deren Mitglied. Er hat den Vatikan auf zahlreichen Staatenkonferenzen und Organtagungen internationaler Organisationen in Europa, Lateinamerika und Asien vertreten. Sein Engagement war vom Aufbruch der Katholischen Kirche auf dem Zweiten Vatikanum, von dessen 1965 angenommener Erklärung über die Religionsfreiheit Dignitatis humanae und dem Eintreten des Vatikans für die Menschenrechte sowie durch die Friedensenzyklika Johannes XXIII. Pacem in terris von 1963 und die Enzyklika Pauls VI. über die Entwicklung der Völker Populorum progressio von 1967 inspiriert. In den siebziger Jahren hielt er auch Vorlesungen an der päpstlichen Diplomatenakademie (Pontificia Accademia Ecclesiastica) in Rom. Trotz seiner Ablehnung der restaurativen Kirchenpolitik, die schon unter Paul VI. begonnen hatte und von Johannes Paul II. mit allen Mitteln vorangetrieben wurde, stand er der Wiener Vertretung des Vatikans auch weiter zur Verfügung. Anfang der neunziger Jahre wurde Köck zum Mitglied der Österreichischen Kommission Iustitia et Pax bestellt.
Der Umstand, dass sich der Standpunkt des Vatikans in Fragen der Entwicklungspolitik einschließlich Familienplanung und AIDS-Vorsorge sowie des Rollenbildes der Frau und des Umgang mit abweichenden sexuellen Orientierungen immer öfter mit jenem religiös-fundamentalistischer Regimes traf und Rom seinerseits die „westlichen“ Menschenrechte zu relativieren begann, seit dieselben auch innerhalb der Katholischen Kirche mit immer größerem Nachdruck eingefordert wurden, machte es Köck aber zunehmend schwieriger, die vatikanischen Positionen glaubwürdig zu vertreten. 1995 unterzeichnete er das österreichische „Kirchenvolksbegehren“, das durch die verfehlte römische Personalpolitik bei der Besetzung österreichischer Bischofsstühle und dem nachfolgend ans Licht kommenden Skandal ausgelöst worden war und trotz mancher amtskirchlicher Behinderung mit 500.000 Unterschriften einen Überraschungserfolg erzielte, und trat der Plattform „Wir sind Kirche“ bei. Dem „Dialog für Österreich“, mit dem die Bischöfe in der Folge die Unzufriedenheit kanalisieren wollte, sagte er von Anfang an ein Scheitern voraus. Tatsächlich war der Dialog so gestaltet, dass viele heißem Eisen erst gar nicht aufgegriffen werden sollten; und was dann zuletzt 1998 an Reformforderungen beschlossen wurde, wurde von den Bischöfen in Rom anstatt tatkräftig vertreten nur einfach deponiert.
Als sich nach Amtsantritt Benedikts XVI. keine Aussicht auf Lösung der pastoralen Probleme abzeichnete, initiierten der Volksanwalt a. D. Herbert Kohlmaier in Österreich 2009 eine neue Reformbewegung, die „Laieninitiative“, die in kurzer Zeit mehr als 12.000 Unterstützer fand. Zu ihnen gehörte auch Heribert Franz Köck, der bald in das Leitungsteam und den Vorstand kooptiert und später in diese Funktionen gewählt wurde.
Köck widmet sich im Rahmen der Laieninitiative, die ihrerseits in Österreich mit der Plattform „Wir sind Kirche“, der „Pfarrer-Initiative“ und den „Priestern ohne Amt“ eng zusammenarbeitet, aber auch sonst mit reformorientierten Gruppen im In- und Ausland kooperiert, vor allem Fragen der Religionsfreiheit und der damit zusammenhängenden Reform des Verhältnisses von Kirche und Staat einschließlich der Erhebung des Kirchenbeitrags, mit Fragen der Menschenrechte und der Mitbestimmung aller „Kirchenbürger“ in der Kirche sowie mit Fragen des kirchlichen Prozessrechts, das bis heute weit hinter den in der Europäischen Menschenrechtskonvention vorgegebenen Standards zurückbleibt. Dabei vertritt er unter anderem die Auffassung, dass die in der kirchlichen Gesellschafts- und Staatslehre zu Recht auf naturrechtliche Grundsätze zurückgeführten Menschenrechte auch innerhalb der kirchlichen Gemeinschaft selbst gelten und durch das positive kanonische Recht umfassend geschützt werden müssen. Die Gegenposition, dass nämlich der einzelne Gläubige zugunsten der Verkündung des Evangeliums auch kirchenrechtlich verfügte Einschränkungen seiner Menschenrechte akzeptieren müsse, weist er mit dem Argument zurück, es sei unsinnig zu behaupten, die Verkündung des Evangeliums mache Einschränkungen der Menschenrechte notwendig. Er stützt sich dabei auf ein Wort des Begründers der Schule von Salamanca und des modernen Völkerrechts, des Dominikaners Francisco de Vitoria, der schon am Beginn der Neuzeit festgestellt hat: Nichts, was von Natur aus erlaubt ist, kann durch das Evangelium verboten sein; gerade darin besteht die christliche Freiheit. Als gerechtfertigtes Mittel zur Durchsetzung der notwendigen Kirchenreform „von unten“ betrachtet Köck den Widerstand in Form des auch von der Pfarrer-Initiative propagierten „loyalen Ungehorsams“.
Was das Verhältnis von Kirche und Staat anlangt, so hängt dieses nach Köck nicht von einer Verständigung unter diesen beiden „Gewalten“ über die Köpfe der Menschen hinweg ab, sondern ist von der Religionsfreiheit der Einzelnen her zu bestimmen, der gegenüber die Freiheiten der Kirchen und Religionsgemeinschaften nur abgeleitet sind. Da der Staat aber im Rahmen seiner Wohlfahrtsfunktion verpflichtet ist, wie alle anderen kulturellen Interessen auch die religiösen Interessen seiner Bürger zu fördern, sind nach Köck entsprechende finanzielle Leistungen des Staates an die Kirchen und Religionsgemeinschaften auch über die Abgeltung deren gesellschaftlich wertvoller Leistungen (wie Kindergärten, Schulen, Krankenhäuser, Altersheime) hinaus im Rahmen des Möglichen auf der Basis einer vergleichbaren Behandlung aller Religions- und Weltanschauungsgemeinschaften zulässig und geboten. Einen Laizismus, der das Religiöse auf den Privatbereich beschränken will, lehnt Köck als mit der auch von der von der Europäischen Menschenrechtskonvention garantierten Freiheit des Einzelnen, „seine Religion oder Weltanschauung einzeln oder in Gemeinschaft mit anderen öffentlich oder privat, durch Gottesdienst, Unterricht, durch die Ausführung und Beachtung religiöser Gebräuche auszuüben“, unvereinbar ab.
Köck gehört einer Reihe katholischer Vereinigungen an, darunter mehreren katholischen farbentragenden Studentenverbindungen im MKV, im ÖCV und im Bund KöL.

## Auszeichnungen
Köck ist Ehrendoktor der Universität von Piteşti und der Universität von Alba Iulia, Inhaber verschiedener wissenschaftlicher Preise und Auszeichnungen, darunter die Wissenschaftsmedaille der Stadt Linz, der Theodor-Körner-Preis, der Leopold-Kunschak-Preis und der Kardinal-Innitzer-Förderungspreis für Rechts- und Staatswissenschaften, sowie Träger des Ehrenkreuzes für Wissenschaft und Kunst I. Klasse und des Großen Silbernen Ehrenzeichens für Verdienste um die Republik Österreich, des Großen deutschen Bundesverdienstkreuzes und des Kommandeurkreuzes des spanischen Ordens Isabel la Católica sowie des Goldenen Komturkreuzes des Landes Niederösterreich und des Silbernen Ehrenzeichens des Landes Oberösterreich.